# 传染性软疣病毒
传染性软疣病毒（molluscum contagiosum virus，MCV）是一种痘病毒科软疣病毒属的双链DNA病毒，会使人类患上传染性软疣。
传染性软疣病毒在电镜下呈砖状或菠萝状，在细胞内复制后可占据整个细胞。传染性软疣病毒与痘病毒科的其他病毒一样有着复杂的结构，包括表面的膜，核心，以及侧体。病毒可能以包涵体或出芽等形式在宿主细胞膜内部成熟，并在短时间内散发大量病毒。据测量，传染性软疣病毒的直径约为200纳米，长度约为320纳米，高度则在100纳米左右。

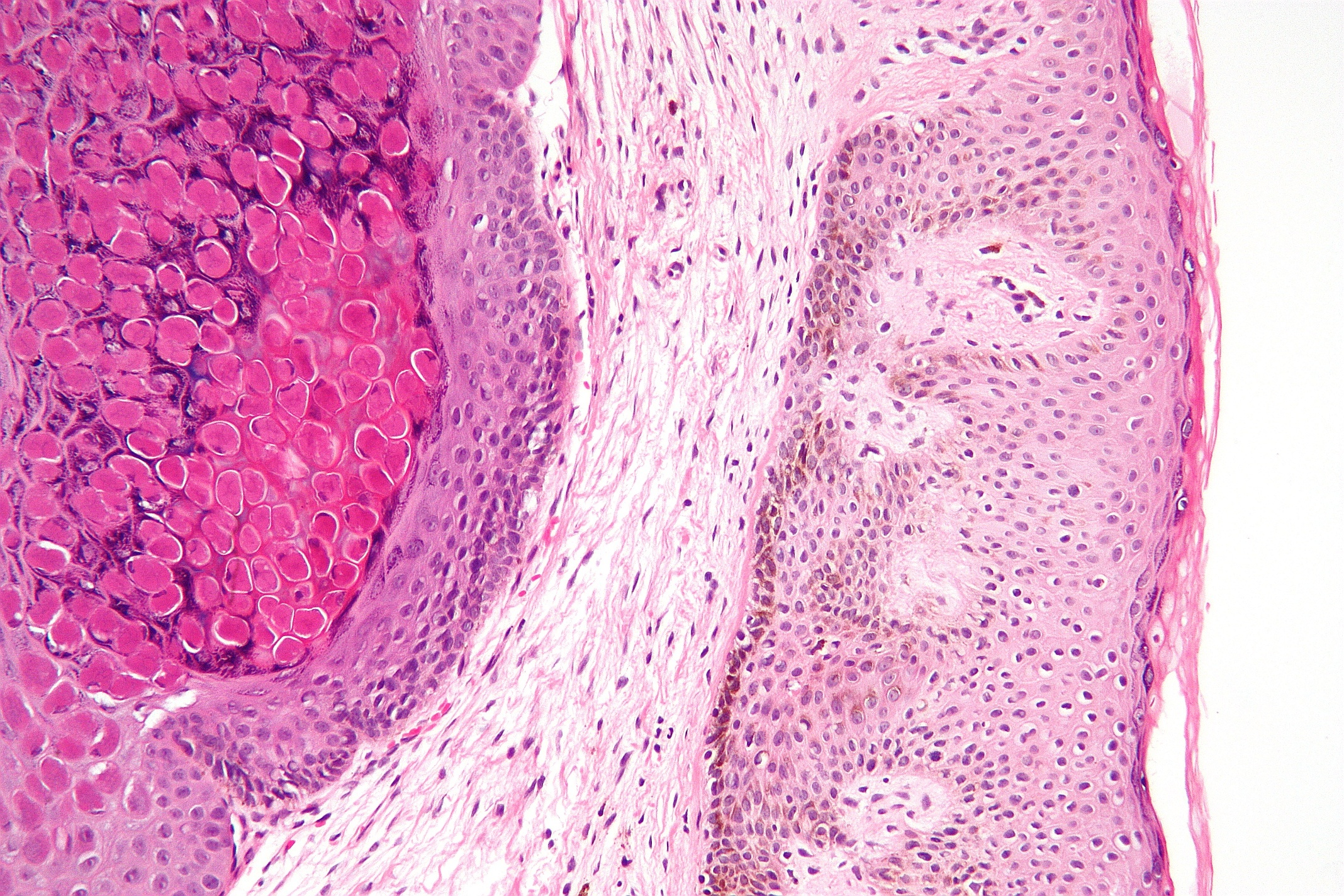
HE染色下传染性软疣的高度放大显微成像，表明软疣小体（molluscum body）内存在传染性软疣病毒。

临床表现可用于诊断传染性软疣；传染性软疣病毒不能进行常规培养，手术活检可进一步进行诊断。
传染性软疣病毒共有4种，分别是MCV-1型、MCV-2型、MCV-3型和MCV-4型。MCV-1型是人类感染最普遍的；MCV-2型常见于成人主要通过性传播。PCR技术可帮助确定并区分引起病变的是哪一种类型的MCV。

## 基因组
基因组为不分段的单分子线性双链DNA，由180000–200000个核苷酸组成。不同核苷酸之间通过共价键连接两端边缘以及重复复杂的序列。其中有160个基因已被确定。

## 动物病毒
有一种动物病毒可以使马和驴患上与传染性软疣类似的疾病。DNA研究表明，该病毒与MCV是密切相关的。